# Iambiodes
Iambiodes is een geslacht van vlinders van de familie Uilen (Noctuidae).

## Soorten
- I. anormalis Hampson, 1906
- I. incerta (Rothschild, 1913)
- I. nyctostola Hampson, 1918
- I. postpallida Wiltshire, 1977